# Brad Buxer
Brad Buxer est un arrangeur, joueur de clavier et percussionniste de nationalité américaine. 

## Carrière
Brad collabore notamment avec Michael Jackson sur ses albums Dangerous, Blood on the dancefloor, History et Invincible. Avec Michael Jackson, il compose également le titre Hollywood Tonight qui figure sur l'album posthume Michael. 
Par ailleurs, Brad collabore avec d'autres artistes : les Bee Gees sur le titre One, Ronnie Laws sur (You Are) Paradise, Stevie Wonder sur Don't Drive Drunk et sur l'album In Square Circle paru en 1985, le groupe Boomerang, June Pointer, Kylie Minogue, Paula Abdul, Stephanie, Tyler Collins, Teena Marie, The Jetzons, Sheena Easton, The Temptations, Kane Roberts, dàKrash, Thomas Dolby, George Clinton, Timmy T pour les titres Over You et Boats Against The Current, ou encore Bruno Mars.

## Compositions
- 1984 : Hey Little Girl - Matthew Wilder
- 1989 : Girls Nite Out - Tyler Collins
- 1989 : Love Talk - Tyler Collins
- 1993 : Too Sentimental - Air Supply
- 1994 : Sonic & Knuckles
- 1994 : Sonic the Hedgehog 3
- 1997 : I Can See The Light - Nino de Angelo
- 2007 : Hollywood Tonight - Michael Jackson